# Gran Jornada
La Gran Jornada es la denominación dada por algunos autores al viaje realizado por Simón Bolívar desde Lima hasta Caracas durante 1826 y 1827. En cuatro meses el Libertador recorrió 1.346 leguas, es decir, 6.730 km.

## Antecedentes
Bolívar llegó a Lima el 1 de septiembre de 1823 en el bergantín Chimborazo y fue recibido con aclamaciones. Después de la victoria en Ayacucho (9 de diciembre de 1824), realizó un viaje por todo el sur peruano y la audiencia de Charcas. Salió de Lima el 10 de abril de 1825, pasando por Ica, Arequipa, Cuzco, Pucará, Puno, La Paz, Chuquisaca, Potosí y Arica. Durante aquel viaje reconoció la independencia de la República de Bolívar, nombrando al mariscal Antonio José de Sucre como presidente. En Potosí permaneció del 5 de octubre al 4 de noviembre, dedicándose a trabajos administrativos y escalando el Cerro Rico el 26 de octubre. El 10 de enero de 1826 dejó Chuquisaca, visitando brevemente el distrito de Cochabamba, poniendo rumbo a Tacna, donde llegó veinte días después. En el viaje, visitó el 22 de enero la ciudad de Oruro, donde escribió una carta a Sucre. Luego pasó por Moquegua a Arica, donde embarcó en el Chimborazo, llegando al Callao el 7 de febrero, desembarcó en Chorrillos de inmediato pero se quedó algunos días en el pueblo de Magdalena por su mala salud. El día 10 entró triunfal en Lima, donde fue recibido con aclamaciones por la población. El 18 de mayo consiguió que el Congreso peruano reconociera la independencia de la futura Bolivia y seis días después se concedió a Sucre el título de Gran Mariscal de Ayacucho.
En la noche del 3 de septiembre, el Libertador se despidió de Lima en una baile en la casa consistorial, después de un banquete en la gran Alameda, a la orilla del Rímac. Escucha entonces unos gritos que lo conmueven: «Viva Bolívar. ¡Que vuelva pronto!».

## Historia
El viaje comenzó el 4 de septiembre, cuando Bolívar salió de Lima para embarcarse en el Callao en el bergantín de guerra Congreso. El navío zarpó para Guayaquil, donde arribó el 12 de septiembre; ordena «que continúe el orden legal sin admitir las actas en que se le había conferido autoridad omnímoda».
Seis días después sale con destino a Quito, donde llega el 28 de septiembre y de dedica a estudiar problemas administrativos relacionados con manufacturas, agricultura y hacienda.
El 5 de octubre sale de Quito con rumbo a Bogotá; por donde pasa ordena mejoras y reorganizaciones. Recorrió Ibarra (8 de octubre), Cumbal (11 de octubre), San Juan de Pasto (13 de octubre), Popayán (26 de octubre) y Neiva (5 de noviembre). Llega a Bogotá el 14 de noviembre. El día 25 sale de esa ciudad hacia Cúcuta, donde llegó el 14 de diciembre.
El 16 de diciembre ya estaba en Maracaibo, cruzó el lago homónimo y llegó a Coro. En la Nochebuena, Bolívar pernoctó en Cumarebo, y a la mañana siguiente decidió denominar batallón Cumarebo a la unidad que lo escoltaba. El 31 de diciembre llega a Puerto Cabello, pasó por Valencia y el 10 de enero de 1827 llegó a Caracas, visitándola por última vez. Dejó la ciudad el 4 de julio, embarcándose en La Guaira con rumbo a Cartagena de Indias y luego Bogotá, donde prestó juramento como presidente ante el Congreso el 10 de septiembre.